# توم مورفي
توم مورفي (بالإنجليزية: Tom Murphy )‏‏ (3 مايو 1937 - 29 أغسطس 2018) هو سياسي كندي من نيوفندلاند ولابرادور. مثَّلَ مقاطفة القديس يوحنا الجنوبية في مجلس نيوفاوندلاند في الجمعية العامة من 1989 إلى 1996.